# 监漳应感庙
监漳应感庙，位于山西省长治市武乡县监漳镇监漳村，是一处山西省文物保护单位。
2021年8月4日，监漳应感庙公布为第六批山西省文物保护单位，年代为明、清，古建筑类，编号6-187。